# Lepidophyma tuxtlae
Lepidophyma tuxtlae är en ödleart som beskrevs av  John E. Werler och Shannon 1957. Lepidophyma tuxtlae ingår i släktet Lepidophyma och familjen nattödlor. IUCN kategoriserar arten globalt som otillräckligt studerad. Inga underarter finns listade i Catalogue of Life.
Arten förekommer med flera från varandra skilda populationer i södra Mexiko. Den vistas i regioner som ligger 150 till 1500 meter över havet. Lepidophyma tuxtlae lever i fuktiga skogar och i molnskogar.